# Исламский центр в Гамбурге
Исламский центр в Гамбурге (нем. Islamisches Zentrum Hamburg), или мечеть имама Али — одна из самых старых иранских шиитских мечетей в Германии и Европе. Построенный в Гамбурге, в северной Германии, в конце 1950-х группой иранских эмигрантов и предпринимателей центр быстро начал развиваться, и в итоге превратился в один из ведущих шиитских центров в Западном мире.
Много ведущих иранских богословов и политических деятелей провели здесь какое-то время. Идея строительства центра возникла в 1953 в сообществе иранских эмигрантов в Германии. 100 000 риалов пожертвовали центру из Ирана. Строительство началось в 1960 г, и к 1965 г. оно было закончено.
В течение 1970-х гг центр играл существенную роль в пропаганде среди иранских студентов на Западе против шаха Мохаммеда Реза Пехлеви, чем, в конечном счете, способствовал иранской исламской революции. Так, с конца 1970-х гг. центр возглавлял Мохаммад Хатами (будущий пятый президент Ирана).
Исламский центр Гамбурга был принудительно закрыт правительством Германии в июле 2024 года на фоне заявлений о связях с Ираном и группировкой «Хезболла», которую правительство Германии признает террористической.

## Имамы
- 1955-1965 Худжатульислам Мохагеги
- 1965-1970 Аятоллах Бехешти
- 1970-1978 Аятоллах Мохаммад Моджтахед Шабестари
- 1978-1980 Аятоллах Мохаммад Хатами
- 1980-1992 Худжатульислам Мохаммад Реза Могаддам
- 1992-1998 Худжатульислам Мохаммад Багер Ансари
- 1999-2003 Аятоллах Реза Хосейни Нассаб
- 2004-2009 Аятоллах Сеййид Аббас Хосейни Гаеммагами
- 2009 — Худжатульислам д-р Реза Рамезани Гилани